# Lisselå
Lisselå är en sjö i Hofors kommun i Gästrikland och ingår i Dalälvens huvudavrinningsområde.